# Giulio Cesare Begni
Giulio Cesare Begni né à Pesaro dans la région des Marches est un peintre italien de la période baroque, actif au début du XVIIe siècle.

## Biographie
Giulio Cesare Begni est né à Pesaro où il réalisé de nombreuses œuvres. Il a été également actif à Fano, Cagli, Venise et Udine . 
Il fut l'élève de Antonio Cimatori (Il Visacci) à Urbino.

## Œuvres
- San Liborio, Cathédrale de Cagli.
- Martyre d'un Saint (dessin), Musée des beaux-arts, Rennes[2].
- Scènes de Vie de saint Augustin (1640),(fresques), cloître du monastère agostinien, Fano.

## Sources
- Stefano Ticozzi, Dizionario degli architetti, scultori, pittori, intagliatori in rame ed in pietra, coniatori di medaglie, musaicisti, niellatori, intarsiatori d’ogni etá e d’ogni nazione' (Volume 1), Gaetano Schiepatti; Digitized by Googlebooks, Jan 24, 2007, 1830, page 131 (lire en ligne)